# ویتو چیمنتی
ویتو چیمنتی (انگلیسی: Vito Chimenti؛ زادهٔ ۹ دسامبر ۱۹۵۳) بازیکن فوتبال اهل ایتالیا است.
از باشگاه‌هایی که در آن بازی کرده‌است می‌توان به باشگاه ورزشی لاتزیو، باشگاه فوتبال سالرنیتانا، باشگاه فوتبال پیستویزه، ماترا کالچو، باشگاه فوتبال آولینو، و باشگاه فوتبال پالرمو اشاره کرد.